# Naturschutzgebiet Grünzer Berge
Das Naturschutzgebiet Grünzer Berge ist ein Naturschutzgebiet im Gemeindegebiet Penkuns im Südosten von Mecklenburg-Vorpommern. Es befindet sich am Osthang des Randowtals und südlich der Bundesautobahn 11 in den Grünzer Bergen nahe dem Dorf Grünz. Das Schutzgebiet wurde am 27. September 1990 ausgewiesen und im Jahr 1993 erweitert. Es umfasst eine Fläche von 30 Hektar.
Das Schutzziel besteht in Erhalt und Entwicklung eines reich strukturierten Talhanges mit für Mecklenburg-Vorpommern einmaligen Trocken- und Halbtrockenrasen sowie Saum-, Stauden- und Quellfluren. Kontinentale Pflanzenarten finden hier einen westlichen Verbreitungspunkt.
Der Gebietszustand wird als befriedigend eingestuft, da Nutzungsauflassung und Aufforstung zum Rückgang der Rasengesellschaften führen. Nach EU-Recht sind die Flächen als FFH-Gebiet eingestuft. Eigentümer ist die Stiftung für Umwelt- und Naturschutz Mecklenburg-Vorpommern.
Es existieren nur wenige öffentliche Wege durch das Schutzgebiet. Ein Plattenweg am Nordwestrand der Flächen ermöglicht Blicke in das Gebiet.

## Geschichte und Wasserhaushalt
Die Grünzer Berge entstanden als Teil eines sandigen Endmoränenzuges in der letzten Eiszeit. Zu deren Ende stauten sich die Schmelzwässer im Bereich des hier nur einen Kilometer breiten Randowtals und durchbrachen den Höhenzug. Mehrere Hügelgräber im Gebiet belegen die menschliche Besiedlung seit der Steinzeit. Viehhaltung im Randowtal ist seit der Trichterbecherkultur vor 6000 Jahren nachweisbar. Bis in das 20. Jahrhundert blieb diese Beweidung mit Schafen, Ziegen und Pferden erhalten, so dass sich eine angepasste Pflanzenwelt einstellte. Ab den 1960er Jahren änderte sich die Landnutzung in Teilbereichen. Flächen wurden aufgeforstet oder zur Ackernutzung umgebrochen. Ab 1990 erfolgte keine Beweidung mehr im Gebiet, was zu starker Verbuschung und damit Verdrängung der schützenswerten Pflanzen führte.

## Pflanzen- und Tierwelt
Die prägende Trockenvegetation besteht aus Pflanzengesellschaften mit Wiesenhafer, Schillergras und Fieder-Zwenke. Durch die Nutzungsaufgabe wandern Gehölze, wie Weißdorn und Esche, ein.
Die Zauneidechse kommt im Gebiet vor. Hervorhebenswerte Vogelarten sind Neuntöter, Raubwürger, Braunkehlchen, Sprosser und Turteltaube. In Gebüschen und auf den trockenen und warmen Standorten wurden verschiedene Schmetterlinge nachgewiesen, darunter Esparsetten-Widderchen, Kaisermantel, Admiral und Distelfalter.